# Mailly-le-Camp
Mailly-le-Camp település Franciaországban, Aube megyében. Lakosainak száma 2012 fő (2022. január 1.). Mailly-le-Camp Poivres, Semoine, Trouans, Villiers-Herbisse, Montépreux és Sommesous községekkel határos.

## Népesség
A település népességének változása:
| Lakosok száma | 1490 | 1589 | 1375 | 1619 | 1712 | 1561 | 1579 | 1933 | 2038 | 2012 |
|               | 1968 | 1982 | 1990 | 2006 | 2013 | 2015 | 2017 | 2019 | 2020 | 2022 |